# Nephodia ellopiata
Nephodia ellopiata är en fjärilsart som beskrevs av Paul Dognin 1902. Nephodia ellopiata ingår i släktet Nephodia och familjen mätare. Inga underarter finns listade i Catalogue of Life.